# Out from the Shadow
Out from the Shadow er en amerikansk stumfilm fra 1911 af D. W. Griffith.

## Medvirkende
- Blanche Sweet som Mrs. Vane
- Edwin August som Mr. Vane
- Jeanie Macpherson
- Donald Crisp
- John T. Dillon